# Amurta quinlani
Amurta quinlani är en insektsart som beskrevs av Irena Dworakowska 1982. Amurta quinlani ingår i släktet Amurta och familjen dvärgstritar.
Artens utbredningsområde är Nepal. Inga underarter finns listade i Catalogue of Life.